# Геи-ниггеры из далёкого космоса
«Геи-ниггеры из далёкого космоса» (англ. Gayniggers from Outer Space) — короткометражный фильм датского режиссёра Мортена Линдберга 1992 года. Фильм представляет собой сатиру на научную фантастику и фильмы жанра blaxploitation.

## Сюжет
Фильм повествует о группе межгалактических гомосексуальных чернокожих мужчин с планеты Анус, путешествующих на исследовательском корабле под названием Ringmusculaturus II («Сфинктерный 2»). Во время одного из своих полётов они натыкаются на Землю. Обнаружив на ней женщин, они немедленно приступают к делу освобождения мужчин от ига женщин. Уничтожив всех женщин, освободители Земли покидают нашу планету, оставив Голубого Посла (Gay Ambassador), чтобы тот обучал землян новому образу жизни.
Фильм начинается как чёрно-белый, но затем становится цветным.

## В ролях
- Коко П. Далберт — ArmInAss (РукаВЖопе), молодой выпускник школы Голубых Агентов
- Сэмми Саломон — Capt. B. Dick (капитан Б. Член), опытный и мудрый командир
- Джеральд Ф. Хейл — D. Ildo (Д. Илдо), эксперт в генетической инженерии
- Гбатокаи Дакина — Sgt. Shaved Balls (сержант Бритые Яйца), космический техник, который много лет служил с капитаном B. Dick
- Конрад Филдс — Mr. Schwul (мистер Гей), немецкоговорящий главный инженер (нем. Schwul — гей)
- Джонни Конни — Чёрный Посол Геев
- Тони Томас — Белый Посол Геев

## Критика
В 2000-х годах фильм использовался в вербовочной кампании группой интернет-троллей «Ассоциация негров-геев Америки». Российский кинокритик Евгений Баженов отметил, что фильм был очень плох.